# Marta Kasprzak
Marta Agnieszka Kasprzak – polska inżynier informatyk, profesor nauk technicznych. Specjalizuje się w teorii algorytmów, teorii grafów oraz bioinformatyce. Profesor w Instytucie Informatyki Wydziału Informatyki Politechniki Poznańskiej, dawniej także profesor zwyczajna w Instytucie Chemii Bioorganicznej PAN.
Informatykę ukończyła na Politechnice Poznańskiej w 1995. Stopień doktorski uzyskała na macierzystej uczelni w 1999 na podstawie pracy pt. Informatyczne aspekty zagadnień sekwencjonowania łańcuchów DNA, przygotowanej pod kierunkiem prof. Jacka Błażewicza. Habilitowała się w 2004 na podstawie dorobku naukowego i rozprawy pt. Kombinatoryczne modele i metody odczytywania sekwencji genomowych. Tytuł naukowy profesora nauk technicznych został jej nadany w 2015. 
Jest autorką monografii Wybrane algorytmy i modele grafowe w bioinformatyce (Wydawnictwo Politechniki Poznańskiej, Poznań 2013, ISBN 978-83-7775-233-3). Artykuły publikowała w takich czasopismach jak m.in. "Journal of Computational Biology", "European Journal of Operational Research", "Bioinformatics", "Journal of Heuristics" oraz "Computational Biology and Chemistry".